# Meligalás
Meligalás (en grec moderne : Μελιγαλάς / Meligalás) est une ville et une ancienne municipalité (dème) grecque de la région de Messénie, au sud-ouest de la péninsule du Péloponnèse.
Depuis la réforme du gouvernement local, de 2010, elle fait partie du dème d'Œchalie, dont elle est le siège. Sa superficie est de 78,193 km2 et sa population, en 2011, est de 1 296 habitants (3 385 pour l'ensemble du district municipal, correspondant à l'ancien dème, comprenant 14 localités).
La localité est connue pour la bataille de Meligalás, qui s'y est déroulée, du 13 au 15 septembre 1944, entre les forces de résistance de l'Armée populaire de libération nationale grecque (ELAS) et les bataillons de sécurité collaborationnistes. Après la bataille, les forces partisanes de l'ELAS exécutent des centaines de membres des bataillons de sécurité, un événement qui reste à ce jour un point de référence et un cri de ralliement pour l'extrême droite et la gauche en Grèce. 